# Základ daně
Základ daně je předmět daně v měrných jednotkách (buď ve fyzických jednotkách, nebo v hodnotovém vyjádření) upravený podle zákonných pravidel – o položky, které se odečítají nebo přičítají – penzijní připojištění, navýšení o dary nad limit ad.
V České republice se rozlišuje:
- Základ daně z příjmů fyzických osob v České republice
- Základ daně z příjmů právnických osob v České republice

Základ daně z příjmů upravuje zákon č. 586/1992 Sb., o daních z příjmů.
Tento zákon zpracovává příslušné předpisy Evropské unie a usnesla se na něm Česká národní rada.